# Article 149 de la Constitution belge
L'article 149 de la Constitution belge fait partie du titre III Des pouvoirs. Il impose les juges à motiver leurs jugements et à les prononcer en public.
Il date du 7 février 1831 et était à l'origine — sous l'ancienne numérotation — l'article 97. Il a été révisé en 2019.

## Texte
« Tout jugement est motivé. Il est rendu public selon les modalités fixées par la loi. En matière pénale, son dispositif est prononcé en audience publique. »

L'article à l'origine était :

« Tout jugement est motivé. Il est prononcé en audience publique. »

## Histoire
Il s'agit d'un droit fondamental déclarant que la justice ne peut être secrète et est transparente.
La juridiction administrative n'est pas concernée selon les arrêts de la Cour constitutionnelle et de la Cour de cassation.
Face aux publications du droit en ligne, il est considéré que la lecture orale du jugement n'est plus aussi adéquate, les salles d'audience sont quelquefois vides pour des jugements très volumineux. Le Conseil d'État, la Cour de cassation ainsi que la Cour européenne des droits de l'homme indiquent que d'autres formes de publicités sont conformes. La révision est effectuée en 2019, les jugements en open data sur une base de données sont transparents. La loi du 5 mai 2019 révisant le code d'instruction criminelle et le code judiciaire impose également l'audience publique au civil.